# ان‌جی‌سی ۴۵۹
ان‌جی‌سی ۴۵۹ (انگلیسی: NGC 459) یک کهکشان مارپیچی در صورت فلکی ماهی است که در ۱۵ اکتبر ۱۷۸۴ توسط ویلیام هرشل کشف شد.